# 昭通文庙
昭通文庙，又称昭阳文庙，即昭通府文庙，位于云南省昭通市昭阳区凤凰街道文渊街103号（区粮食局内），始建于清雍正十年（1732年）。现存大门、泮池、大成殿。大成殿七开间，单檐歇山顶建筑:105-107。2013年9月30日公布为第二批昭通市文物保护单位。